# Alberto Riverón

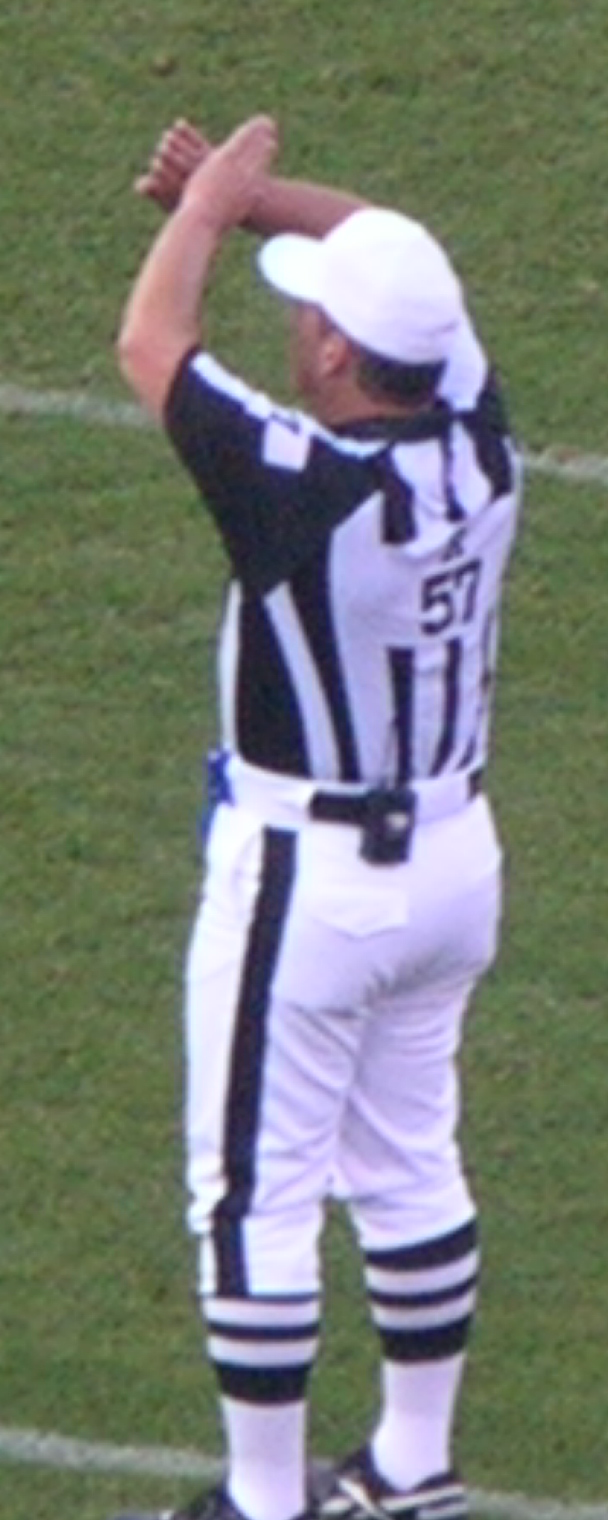
Alberto Riverón (2008)

Alberto „Al“ Riverón (* 5. Juni 1960 in Havanna, Kuba) ist ein ehemaliger kubanisch-US-amerikanischer Schiedsrichter im American Football, der von der Saison 2004 bis 2012 in der NFL tätig war. Er trug die Uniform mit der Nummer 57.

## Karriere

### College Football
Vor dem Einstieg in die NFL arbeitete er ab dem Jahr 1993 als Schiedsrichter im College Football in der Big East Conference und Conference USA.

### National Football League
Riverón begann im Jahr 2004 seine NFL-Laufbahn als Side Judge. Nachdem Schiedsrichter Larry Nemmers seinen Rücktritt bekannt gegeben hatten, wurde er zur NFL-Saison 2008 zum Hauptschiedsrichter befördert.
Er war Ersatzschiedsrichter des Super Bowls XLVI.
Nachdem er zum Ende der Saison 2012 seine Feldkarriere beendet hatte, wurde er unter Senior Director für das Schiedsrichterwesen im Ligabüro. Nachdem Dean Blandino nach der Saison 2017 seinen Rücktritt vom Amt des Präsidenten für das Schiedsrichterwesen bekannt gegeben hatte, wurde Riverón als dessen Nachfolger benannt.

## Trivia
Riverón war der erste hispanische Schiedsrichter in der Geschichte der NFL.